# Alfa Nero (yacht)
L’Alfa Nero est un yacht de luxe dessiné par le cabinet Nuvolari & Lenard, décoré par Alberto Pinto et construit par les chantiers Oceanco. Lancé en 2007, il appartient à un armateur grec avant d'être revendu à l'oligarque russe Andreï Gouriev (en). Celui-ci l'ayant abandonné, équipage inclus, au mouillage en baie d'Antigua en février 2022, il est mis aux enchères. L'ex-P-DG de Google, Eric Schmidt se le voit adjugé pour 67,7 millions de dollars alors que le navire est estimé entre 80 et 100, et finalement renonce, inquiet des complications juridiques y afférentes. Finalement, le yacht est vendu en juillet 2024 pour 40 $ M à un acquéreur dont l'identité n'est pas révélée.
Vingt-sept mois auront été nécessaires au chantier Oceanco à Alblasserdam pour construire ce navire baptisé Projet Y-702. Le niveau de finition et le luxe des prestations conduisent à un coût évalué autour de 135 millions de dollars[réf. souhaitée].
La particularité de ce yacht est sa piscine de 7 × 4 mètres dont le débordement s'écoule sur le tableau arrière et qui peut être recouverte d'une plateforme en bois permettant l'atterrissage d'un hélicoptère[réf. souhaitée].
L’Alfa Nero est principalement vu en dehors de son port d’attache — comme la plupart des yachts — à Ibiza, Saint-Tropez, Barcelone ainsi que sur les côtes italiennes[réf. souhaitée].

## Galerie photos

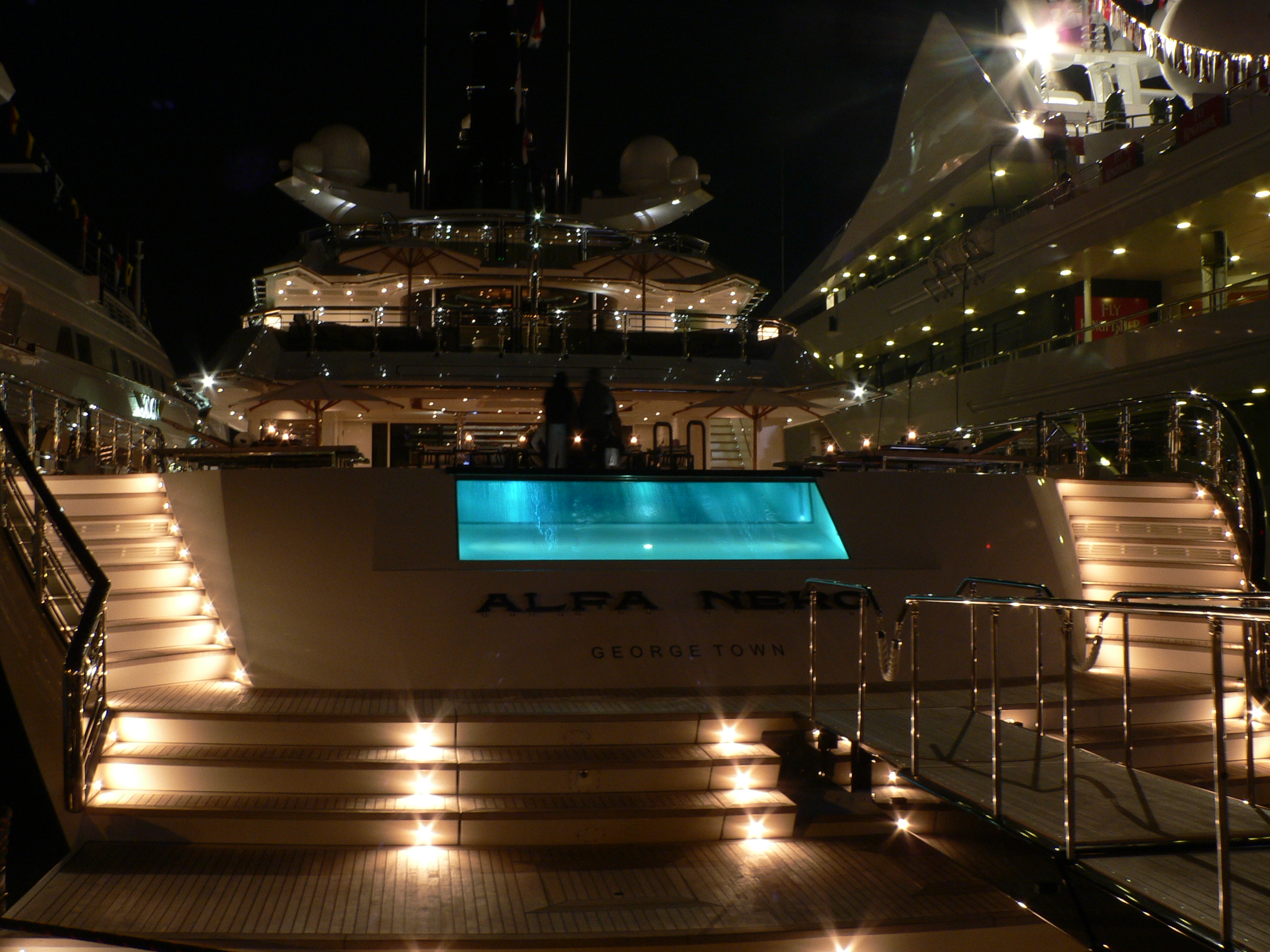
Vue sur l'arrière de l'Alfa Nero, et de sa piscine, la nuit
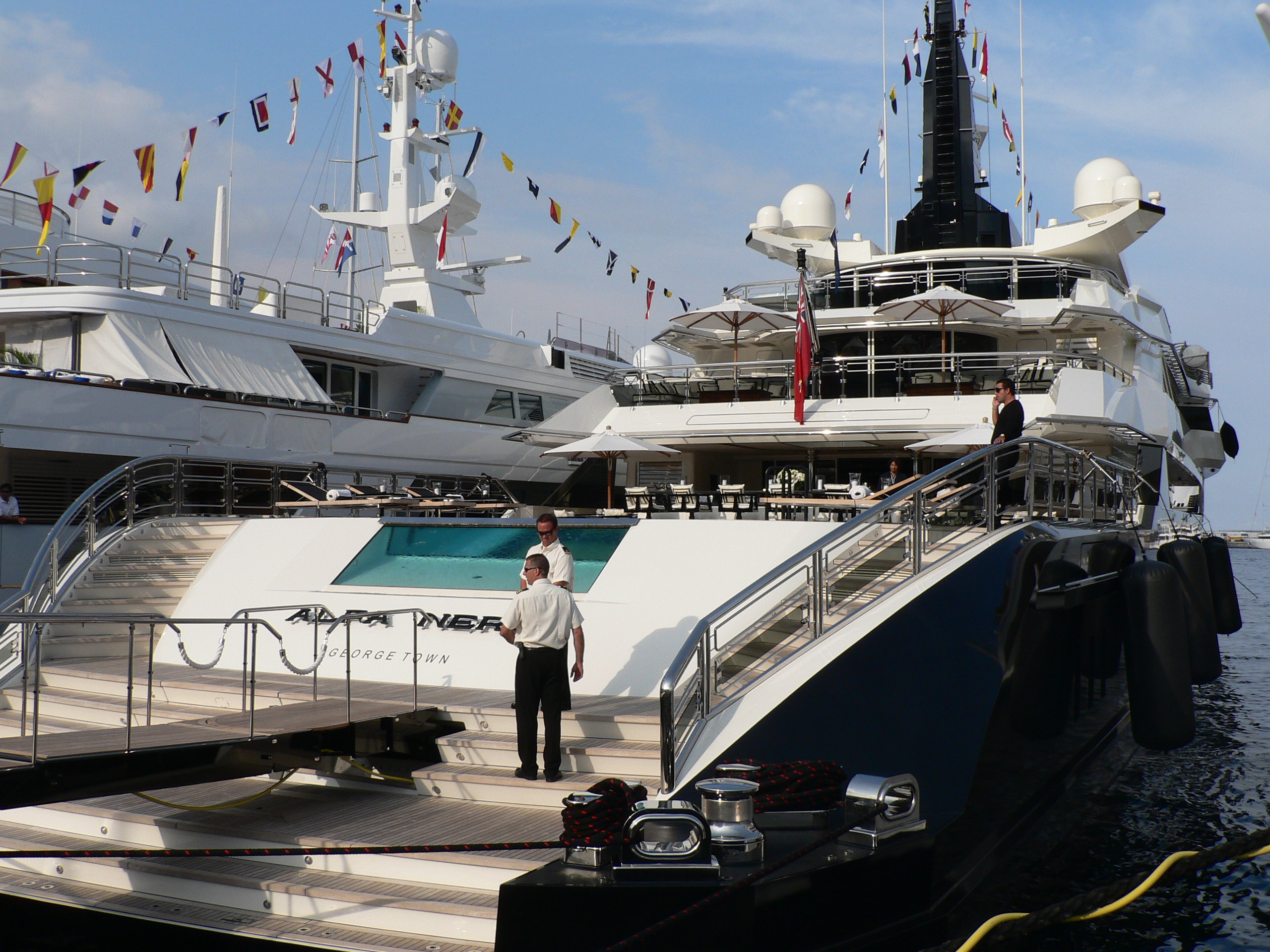
L'Alfa Nero vue de trois-quarts
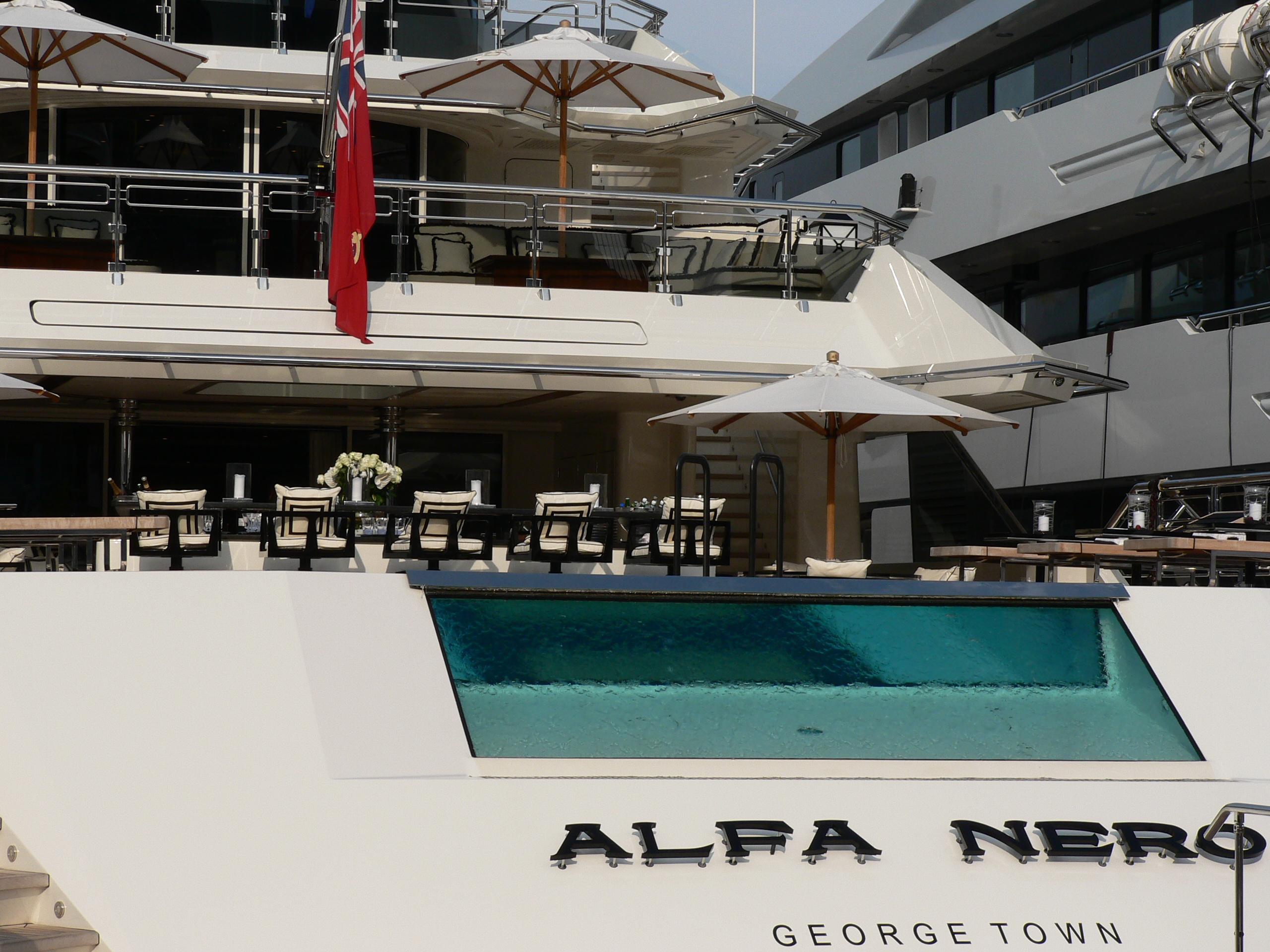
L'Alfa Nero en gros plan